# Barbus steindachneri
 Barbus steindachneri és una espècie de peix cipriniforme de la família dels ciprínids que es troba a la península Ibèrica (Portugal, i els rius Guadiana i Tajo).